# Västra Sund
Västra Sund is een plaats in de gemeente Arvika in het landschap Värmland en de provincie Värmlands län in Zweden. Een deel van de plaats vormt het småort Västra Sund (deel van) (Zweeds: Västra Sund (del av)), dit småort heeft 69 inwoners (2005) en een oppervlakte van 16 hectare en bestaat uit een deel van de plaats Västra Sund.